# ASD Rugby Belluno
L'A.S.D. Rugby Belluno è una società sportiva di rugby a 15 della città di Belluno.

## La storia
Il Rugby Belluno nasce nel 1969 e comincia l'attività con la sola squadra senior partendo dal campionato di serie D nella stagione 1969/70. Già dopo il secondo campionato ottiene la promozione in serie C, nella quale resterà 10 anni prima di approdare alla serie B nel campionato 1982/83. A partire dalla stagione 1975/76 la società affianca alla prima squadra l'attività del settore giovanile. Nel corso degli anni 1980 degli anni 1990 la squadra oscilla tra la serie A e la serie B.